# Repräsentantenhaus von Kansas
Das Repräsentantenhaus von Kansas (Kansas House of Representatives) ist das Unterhaus der Kansas Legislature, der Legislative des US-Bundesstaates Kansas.
Die Parlamentskammer setzt sich aus 125 Abgeordneten zusammen, die jeweils einen Wahldistrikt repräsentieren. Jede dieser festgelegten Einheiten umfasst eine Zahl von durchschnittlich 19.000 Einwohnern. Die Abgeordneten werden jeweils für zweijährige Amtszeiten gewählt; eine Beschränkung der Amtszeiten existiert nicht. Der Sitzungssaal des Repräsentantenhauses befindet sich gemeinsam mit dem Staatssenat im Kansas State Capitol in der Hauptstadt Topeka.

## Struktur der Kammer
Vorsitzender des Repräsentantenhauses ist der Speaker of the House. Er wird zunächst von der Mehrheitsfraktion der Kammer gewählt, ehe die Bestätigung durch das gesamte Parlament folgt. Der Speaker ist auch für den Ablauf der Gesetzgebung verantwortlich und überwacht die Abstellungen in die verschiedenen Ausschüsse. Amtsinhaber ist seit 2023 der Republikaner Dan Hawkins.
Weitere wichtige Amtsinhaber sind der Mehrheitsführer (Majority leader) und der Oppositionsführer (Minority leader), die von den jeweiligen Fraktionen gewählt werden. Republikanischer Majority leader ist Chris Croft, als Minority leader der Demokraten fungiert Vic Miller.

## Zusammensetzung nach der Wahl im Jahr 2022
| Partei | Partei                 | Abgeordnete |
| ------ | ---------------------- | ----------- |
|        | Republikanische Partei | 85          |
|        | Demokratische Partei   | 40          |
| Summe  | Summe                  | 125         |